# マザーレス・ブルックリン (映画)
『マザーレス・ブルックリン』（Motherless Brooklyn）は、2019年のアメリカ合衆国のスリラー映画。監督・脚本・製作・主演をエドワード・ノートンが務めた。本作はジョナサン・レセムが1999年に発表した小説『マザーレス・ブルックリン』を原作としている。

## ストーリー
1957年のニューヨーク、孤児院で暮らしていたライオネル・エスログはフランク・ミナに引き取られることになった。フランクの庇護下にいた他の3人たちの孤児と同様、ライオネルはフランクの「お使い」をこなし、それを通して生きる力を身につけていった。
しばらくして、ライオネルはフランクの下で私立探偵として活動するようになった。ライオネルは障害を抱えていたため、仕事では苦労することが多かったが、人並外れた記憶力をフル活用して職務に当たっていた。そんなある日、恩人であるフランクがトラブルに巻き込まれて銃殺されるという事件が発生した。ライオネルは直ちに犯人を突き止めようとしたが、手掛かりの少なさ故に捜査は難航した。それでも、ライオネルは諦めようとはしなかった。必死に真相を追い求めるうちに、ライオネルはニューヨークの闇の奥深くにまで入り込んでいった。

### 時代設定に関して
本作の時代設定は1950年代だが、原作小説の時代設定は1999年である。ノートン監督は時代設定を変更した理由として「原作小説の登場人物たちが1950年代のハードボイルド小説を思わせるものになっていた。原作そのままの時代設定で映画化した場合、彼らは浮いてしまうだろう。それを避けたかった」「1950年代半ばのニューヨークで何が起きたのかという問題について常に関心を持ってきた。その時代に存在した数え切れないほどの組織的腐敗とレイシズムが現代のニューヨークの在り方を決定づけたから。」という趣旨のことを述べている。

## キャスト
※括弧内は日本語吹替
- ライオネル・エスログ: エドワード・ノートン（加瀬康之） - 私立探偵。トゥレット障害により、頻繁に意図しない言葉を口走ってしまうが、人並外れた記憶力を持つ。
- フランク・ミナ: ブルース・ウィリス（菅生隆之） - 私立探偵。ライオネルを孤児院から引き取った恩人でボス。
- ローラ・ローズ: ググ・バサ＝ロー（佐古真弓） - 事件に深く関わる女性。
- モーゼス・ランドルフ: アレック・ボールドウィン（佐々木勝彦） - 恰幅の良い地元の政治家。
- ポール: ウィレム・デフォー（多田野曜平） - 身なりの貧しい初老の男。
- トニー・ヴェルモンテ: ボビー・カナヴェイル（伊原正明） - 私立探偵。ライオネルの幼なじみで同僚。
- ギャビー・ホロウィッツ: チェリー・ジョーンズ（田村千恵） - 貧困層を支援する活動家。
- トランペッター: マイケル・ケネス・ウィリアムズ - 凄腕だが気難しいジャズ奏者。
- ジュリア・ミナ: レスリー・マン（和優希） - フランクの妻。
- ギルバート・コニー: イーサン・サプリー（吉柳太士郎） - 私立探偵。ライオネルの幼なじみで同僚。
- ダニー・ファントル: ダラス・ロバーツ（森宮隆） - 私立探偵。ライオネルの幼なじみで同僚。
- ウィリアム・リーバーマン: ジョシュ・パイス（英語版）（槙野旦） - 裏社会の人物。
- ビリー・ローズ: ロバート・ウィズダム（菊池康弘） - ローラの父。
- ルー: フィッシャー・スティーヴンス（中野泰佑） - リーバーマンの手下。巨漢。

## 製作
エドワード・ノートンは2000年代初頭から小説『マザーレス・ブルックリン』の映画化を模索していたが、企画が始動したのは2014年2月のことであった。
2018年2月2日、ウィレム・デフォーが本作に出演することになったと報じられた。5日、ブルース・ウィリス、ググ・バサ＝ロー、アレック・ボールドウィンの出演が決まったとの報道があった。26日、ダラス・ロバーツとボビー・カナヴェイルがキャスト入りした。3月22日、本作の撮影中、セットで火災が発生し、消火活動に当たった消防士の一人が殉職するという事件が起きた。
2019年5月24日、ダニエル・ペンバートンが本作で使用される楽曲を手掛けることになり、トム・ヨークが本作のために新曲を提供するとの報道があった。10月25日、本作のサウンドトラックが発売された。

## 公開・マーケティング
2019年8月23日、本作のオフィシャル・トレイラーが公開された。30日、本作はテルライド映画祭でプレミア上映された。9月10日には、第44回トロント国際映画祭での上映が行われた。また、本作はニューヨーク映画祭のクロージング作品としても上映された。

## 興行収入
本作は『氷の国のスイフティ 北極危機一髪!』、『ハリエット』、『ターミネーター:ニュー・フェイト』と同じ週に封切られ、公開初週末に250万ドル前後を稼ぎ出すと予想されていたが、実際の数字はそれを若干上回るものとなった。2019年11月1日、本作は全米1342館で公開され、公開初週末に350万ドルを稼ぎ出し、週末興行収入ランキング初登場9位となった。

## 評価
本作は批評家から好意的に評価されている。映画批評集積サイトのRotten Tomatoesには142件のレビューがあり、批評家支持率は61%、平均点は10点満点で6.34点となっている。サイト側による批評家の見解の要約は「観客は『マザーレス・ブルックリン』のやたらと長い上映時間に耐えることを求められる。しかし、ユニークな視点と出演者の見事な演技は同作を鑑賞に値するミステリ映画たらしめている。」となっている。また、Metacriticには34件のレビューがあり、加重平均値は60/100となっている。